# Gephyraulus raphanistri
Espèce
Gephyraulus raphanistri est une espèce de Coléoptères de la famille des Cecidomyiidae.

## Description
L'insecte possède des ailes et un oviscapte. Le mâle mesure environ 2 mm et la femelle 2,25 mm.

## Répartition
Gephyraulus raphanistri est présent dans toute l'Europe.

## Plantes hôtes
L'insecte est un parasite des plantes suivantes :
- Brassica barrelieri (sv)
- Brassica napus
- Brassica oleracea
- Brassica rapa
- Coincya monensis
- Coincya wrightii
- Diplotaxis muralis
- Diplotaxis tenuifolia
- Eruca vesicaria
- Erucastrum gallicum
- Erucastrum nasturtiifolium
- Hirschfeldia incana
- Myagrum perfoliatum
- Raphanus raphanistrum
- Raphanus sativus
- Sinapis alba
- Sinapis arvensis
- Sisymbrium altissimum

## Classification
Le nom valide complet (avec auteur) de ce taxon est Gephyraulus raphanistri (Kieffer, 1886).
L'espèce a été initialement classée dans le genre Cecidomyia sous le protonyme Cecidomyia raphanistri Kieffer, 1886,.
Gephyraulus raphanistri a pour synonymes :
- Cecidomyia raphanistri Kieffer, 1886

### Étymologie
Son épithète spécifique, raphanistri, pourrait faire référence à Raphanus raphanistrum sur lequel les galles produisent des taches argentées et la déformation des fleurs.

### Publication originale
- (de) J. J. Kieffer, « Beschreibung neuer Gallmücken und ihrer Gallen », Zeitschrift für Naturwissenschaften, vol. 59,‎ 1886, p. 324-333 (lire en ligne, consulté le 30 août 2024).